# Haslau (Gemeinde Heidenreichstein)
Haslau ist ein Ort und gleichzeitig eine Katastralgemeinde der Stadtgemeinde Heidenreichstein im nordwestlichen Waldviertel mit 42 Einwohnern (Stand 1. Jänner 2024).

## Geographie
Haslau grenzt an die nachstehenden Katastralgemeinden der Stadtgemeinde Heidenreichstein: im Norden an Seyfrieds, im Westen an Wolfsegg und im Südosten an Guttenbrunn.
Haslau grenzt im Westen an die Katastralgemeinde Amaliendorf der Gemeinde Amaliendorf-Aalfang. Die Stadtgemeinde Schrems grenzt im Südwesten mit der Katastralgemeinde Schrems und im Süden mit der Katastralgemeinde Gebharts an Haslau. Am 1. April 2020 umfasste die Ortschaft 24 Adressen.
Der Haslauerteich befindet sich zur Gänze auf dem Gebiet der Katastralgemeinde Haslau. Die höchste Erhebung wird mit 569 m ü. A. angegeben. In Haslau befindet sich auf der Anhöhe Fürhapel im Grenzbereich von Haslau, Amaliendorf und Schrems das Naturdenkmal Wasserstein. Es handelt sich um einen gewaltigen Granitblock mit einer Höhe von 2,5 Metern, einer Breite von 4,5 Metern und einer Länge von 6,5 Metern. Das Becken des Schalensteins ist 1,3 Meter lang, 0,85 Meter breit und 0,30 Meter tief. Der Stein trägt die Zeichen H, S. 1810. Der Sage nach sollen hier wandernde Apostel die Heiden getauft haben, was dem Teufel nicht gefiel, sodass er die Getauften in Steinblöcke verwandelte.

## Geschichte

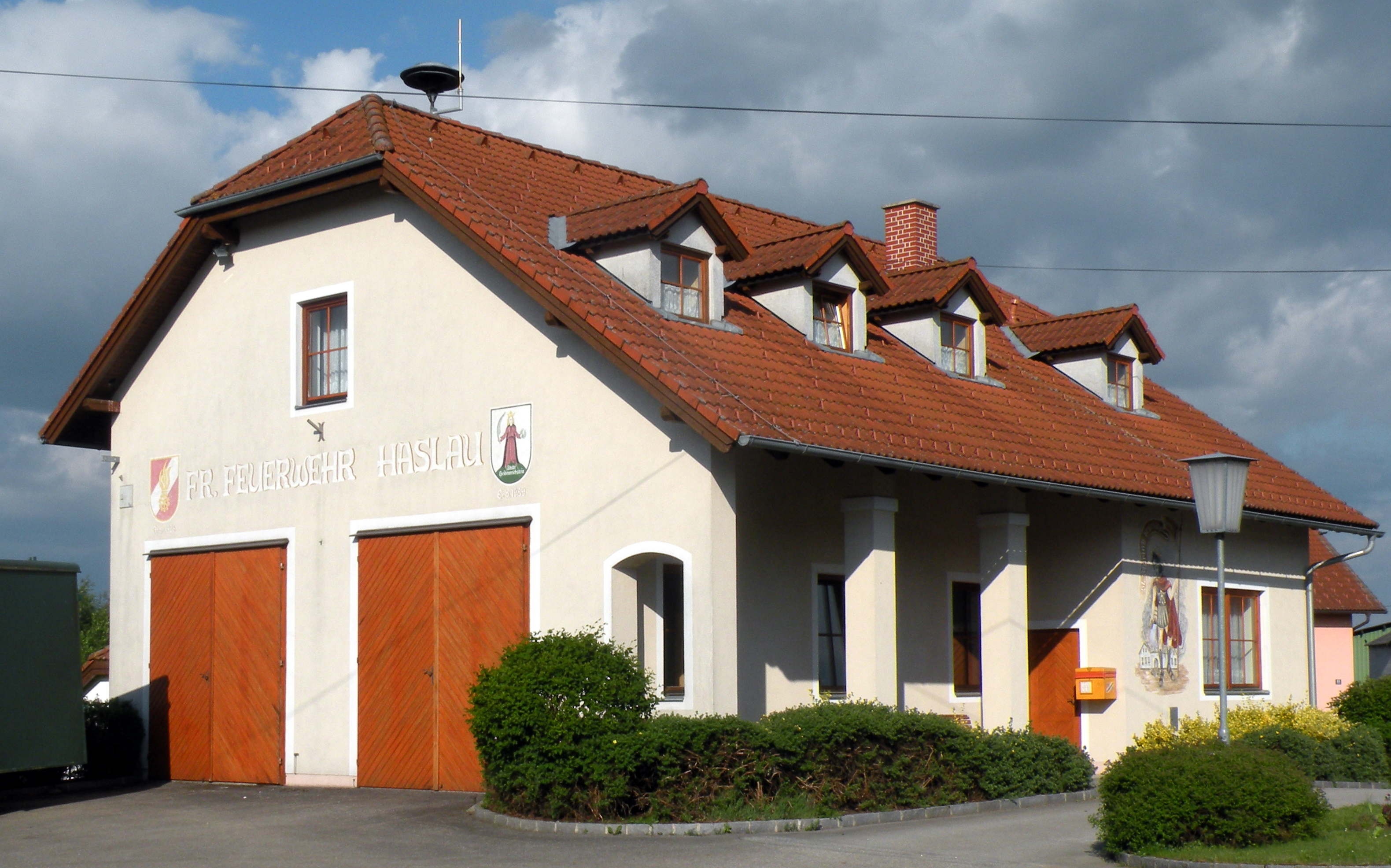
Feuerwehrhaus Haslau

In der Gegend wurde früher von Familien aus Böhmen, die den Sommer über hier blieben, in Baracken wohnten, Torf gewonnen.
Haslau wurde 1784 eine eigene Katastralgemeinde, die der zur selben Zeit wiedererrichteten Pfarre Seyfrieds zugeordnet wurde. Im Jahr 1822 wurde der Ort als Dorf mit 22 Häusern genannt, das nach Seyfrieds eingepfarrt war, wohin auch die Kinder eingeschult wurden. Die Herrschaft Schwarzenau besaß die Ortsobrigkeit, übte die Landgerichtsbarkeit aus, besorgte die Konskription und hatte die Grundherrschaft inne.
1850 konstituierte sich Haslau einschließlich der Rotte Neuhaslau gemeinsam mit Seyfrieds zur Gemeinde Seyfrieds.
1926 wurde die Freiwillige Feuerwehr Haslau gegründet, die 1989 ein neues Feuerwehrhaus erhielt.
Laut Adressbuch von Österreich waren im Jahr 1938 in Haslau ein Gastwirt, ein Gemischtwarenhändler, ein Viehhändler, ein Wagner, ein Zimmermeister und mehrere Landwirte ansässig.
Mit 1. Jänner 1976 erfolgte die Eingemeindung nach Heidenreichstein.